# Eredivisie 1978-79
La Eredivisie 1978-79 fue la 23.ª temporada de la liga de máximo nivel en los Países Bajos. Ajax ganó su 10.ª Eredivisie y su 18.° título de campeón de los Países Bajos.

## Tabla de posiciones
| Pos | Equipo           | PJ | PG | PE | PP | GF | GC | Pts | DG  | Notas                         |
| --- | ---------------- | -- | -- | -- | -- | -- | -- | --- | --- | ----------------------------- |
| 1   | AFC Ajax         | 34 | 24 | 6  | 4  | 93 | 31 | 54  | +62 | Copa de Europa.               |
| 2   | Feyenoord        | 34 | 19 | 13 | 2  | 62 | 19 | 51  | +43 | Copa de la UEFA.              |
| 3   | PSV Eindhoven    | 34 | 20 | 9  | 5  | 65 | 23 | 49  | +42 | Copa de la UEFA.              |
| 4   | AZ '67           | 34 | 19 | 7  | 8  | 84 | 43 | 45  | +41 |                               |
| 5   | Roda JC          | 34 | 18 | 8  | 8  | 58 | 33 | 44  | +25 |                               |
| 6   | Sparta Rotterdam | 34 | 14 | 5  | 15 | 47 | 48 | 33  | -1  |                               |
| 7   | FC Den Haag      | 34 | 11 | 11 | 12 | 43 | 55 | 33  | -12 |                               |
| 8   | PEC Zwolle       | 34 | 7  | 18 | 9  | 36 | 46 | 32  | -10 |                               |
| 9   | Go Ahead Eagles  | 34 | 11 | 9  | 14 | 48 | 48 | 31  | 0   |                               |
| 10  | NAC              | 34 | 8  | 15 | 11 | 41 | 51 | 31  | -10 |                               |
| 11  | MVV Maastricht   | 34 | 9  | 13 | 12 | 26 | 45 | 31  | -19 |                               |
| 12  | FC Twente        | 34 | 9  | 12 | 13 | 54 | 58 | 30  | -4  | Recopa de Europa. [1]         |
| 13  | FC Utrecht       | 34 | 10 | 10 | 14 | 43 | 55 | 30  | -12 |                               |
| 14  | Vitesse          | 34 | 7  | 15 | 12 | 42 | 63 | 29  | -21 |                               |
| 15  | NEC              | 34 | 7  | 14 | 13 | 35 | 49 | 28  | -14 |                               |
| 16  | HFC Haarlem      | 34 | 6  | 13 | 15 | 31 | 64 | 25  | -33 |                               |
| 17  | FC Volendam      | 34 | 7  | 8  | 19 | 42 | 63 | 22  | -21 | Descenso a la Eerste Divisie. |
| 18  | VVV-Venlo        | 34 | 4  | 6  | 24 | 23 | 79 | 14  | -56 | Descenso a la Eerste Divisie. |

PJ = Partidos jugados; PG = Partidos ganados; PE = Partidos empatados; PP = Partidos perdidos; GF = Goles a favor; GC = Goles en contra; Pts = Puntos; DG = Diferencia de goles
[1] Ajax también ganó la Copa de los Países Bajos, obteniendo así el doblete. Ajax participará en la Copa de Europa, por lo que el finalista, FC Twente, podría jugar en la Recopa de Europa.